# 呼尔勒河
呼尔勒河（胡尔勒河）位于中国东北地区西部，下游称二龙涛河（二龙套河），发源于内蒙古自治区扎赉特旗宝力根花苏木三合村牧业队西北盖吉盖山脉，东南流至扎格斯台嘎查转东北流，经巴彦高勒镇，于音德尔镇联合村三合屯以南流入黑龙江省泰来县，于泰来县塔子城镇平兴村西南转南流，经和平镇联合村、三棵树农场等地后流入扎赉特旗图牧吉水库，出库后南流约3千米后于吉林省镇赉县坦途镇永庆村腰傅家围子流入吉林省镇赉县境内，干流于白音套海牧场分为两支，一支流入洋沙泡，一支向东经哈吐气蒙古族乡至莫莫格蒙古族乡乌兰昭村注入莫莫格湿地。河流全长302千米，流域面积5090平方千米，河道平均比降1.76‰，年均径流量1.69亿立方米。二龙涛河沿岸多沼泽湿地，旱季干流常常消失在大面积低洼湿地中。图牧吉水库拦蓄二龙涛河河水，仅在汛期向下游放水。图牧吉水库附近建有图牧吉国家级自然保护区，是中国唯一的一个以保护野生大鸨（东亚亚种）为主的国家级自然保护区。